# Ra (album)
Pour les articles homonymes, voir RA.
Albums de Utopia
Another Live
(1975) Oops! Wrong Planet
(1977)
Ra est le troisième album du groupe Utopia, sorti en 1977.
Utopia y est désormais réduit à un quatuor, et atteint sa formation définitive avec l'arrivée du bassiste Kasim Sulton. Musicalement, Ra reste fortement progressif, notamment la suite finale, Singring and the Glass Guitar (An Electrified Fairytale), un « conte de fées électrifié » parodique qui donne lieu à un imposant dispositif scénique durant la tournée qui s'ensuit.
La première partie du premier titre, Mountaintop and Sunrise, est tirée de la bande originale du film de 1959 Voyage au centre de la Terre, réalisée par Bernard Herrmann.

## Titres

### Face 1
1. Overture: Mountaintop and Sunrise / Communion with the Sun (Herrmann, Rundgren) – 7:15
2. Magic Dragon Theatre (Rundgren, Sulton) – 3:28
3. Jealousy (Rundgren, Wilcox) – 4:43
4. Eternal Love (Powell, Sulton) – 4:51
5. Sunburst Finish (Powell, Rundgren) – 7:38

### Face 2
1. Hiroshima (Powell, Rundgren) – 7:16
2. Singring and the Glass Guitar (An Electrified Fairytale) (Powell, Rundgren, Sulton, Wilcox) – 18:24

## Musiciens
- Todd Rundgren : chant, guitare
- Roger Powell : claviers, chant
- Kasim Sulton : basse, chant
- John 'Willie' Wilcox : batterie, percussions, chant